# Sabal palmetto
Sabal palmetto és un tipus de palmera de cabdell. És una de les 15 espècies de palmeres del gènere Sabal. És nativa del sud-est dels Estats Units, Cuba, i Bahames. Als Estats Units es trobava originàriament de Florida fins a Carolina del Nord. and Virgínia. Com a resultat del seu cultiu actualment es troba aquesta palmera a molts altres llocs. Es troba representada en el símbol estatal de l'estat de Carolina del Sud.

## Morfologia
Sabal palmetto arriba a fer 20 m d'alt i excepcionalment 28 m. El tronc fa uns 60 cm de diàmetre. Les fulles es disposen en forma de ventall.
Les flors són blanques groguenques, de 5 mm de diàmetre i es produeixen en panícules de 2,5 m de llargada. El fruit és una drupa negra. És una planta extremadament halòfita i sovint es veu en la costa de l'Atlàntic.
Dins de les palmeres és molt resistent al fred, pot sobreviure durant curts períodes a -13 °C o més. També tolera la secada, l'aigua estagnada i l'aigua salobrosa. En canvi no tolera la inundació per l'aigua salada.

## Ús
Els brots terminals històricament s'han menjat com a verdura (cors de palma). De les fulles joves se n'han fet raspalls. Els patriotes dels Estats Units a Charleston, comandats per William Moultrie, el 28 de juny de 1776 van fer servir els troncs d'aquesta palmera per a construir un fort davant els britànics.